# DVB-T2

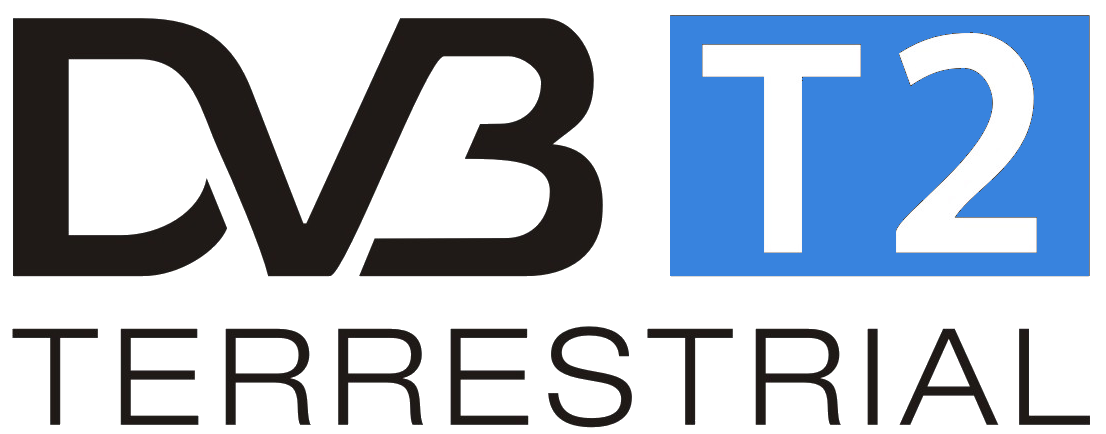
Logo de la norme DVB-T2

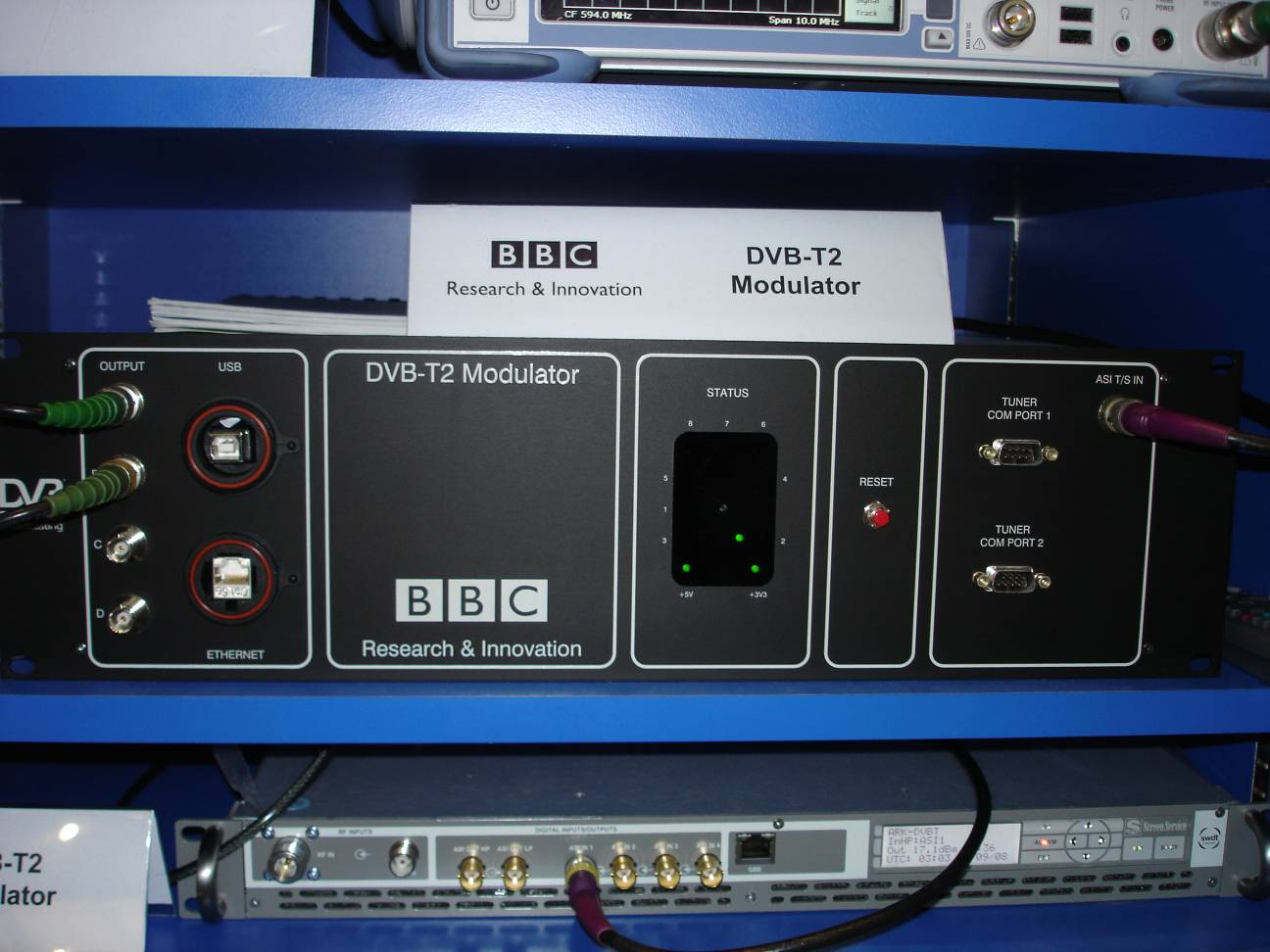
émetteur DVB-T2 développé par la BBC, à l'IBC 2008 à Amsterdam

Schéma d'un modulateur DVB-T2. En haut à gauche N différents programmes de télévision numérique sont fournis. Émission en bas à gauche du signal DVB-T2 en bande de base.

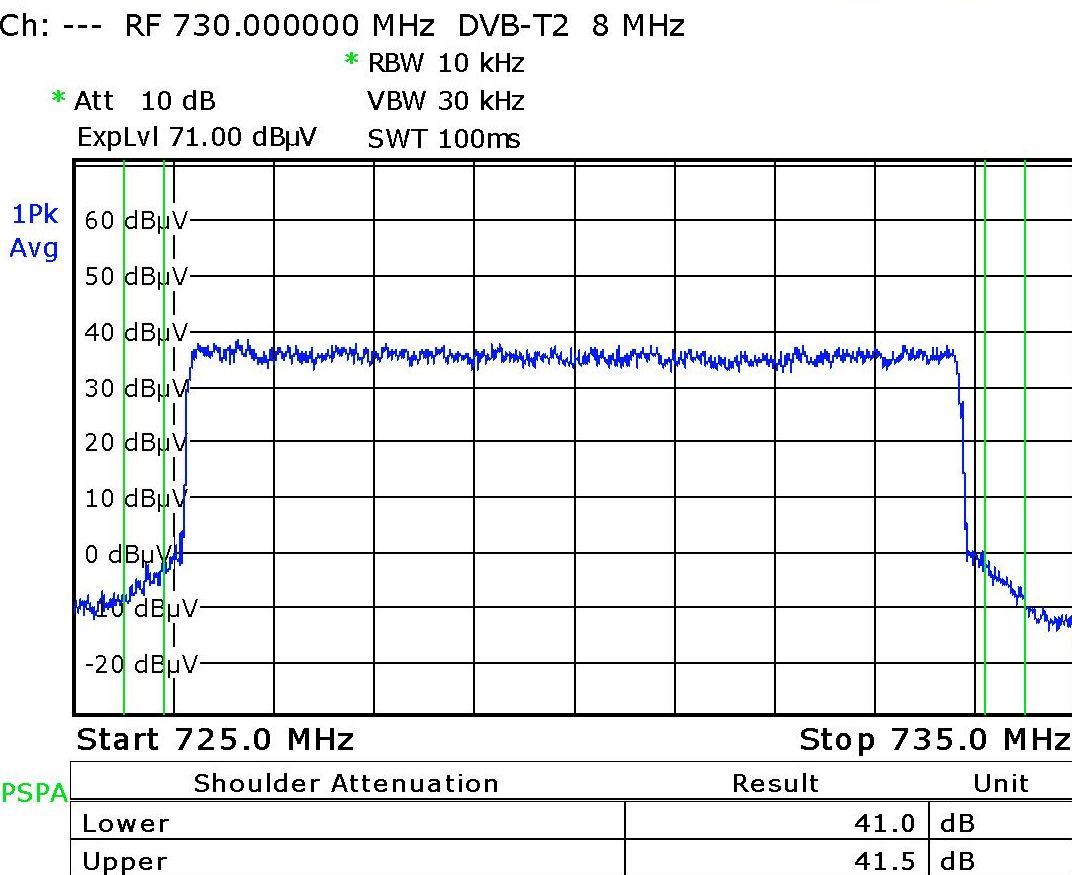
Spectre d'un signal DVB-T2

Structure de données pour le DVB-T2

DVB-T2, acronyme de Digital Video Broadcasting - Terrestrial, 2e generation soit en français, « télédiffusion numérique terrestre de deuxième génération » est la norme internationale succédant au DVB-T.
Cette norme T2 est conçue pour diffuser les signaux numériques de télédiffusion terrestres ou Télévision numérique terrestre ainsi que certaines des données complémentaires. Le DVB-T2 se distingue de son prédécesseur par une plus grande efficacité spectrale. Cette norme est définie par l'European Telecommunications Standards Institute et adoptée sur le plan international en Europe et dans de nombreux autres pays du monde.
Son introduction permet notamment de véhiculer des signaux vidéo numériques de format HEVC et Ultra Haute Définition UHD, procurant des images de qualité supérieure à la Haute Définition conventionnelle. Incompatible avec les signaux MPEG-4 HEVC, les téléviseurs et appareils exploitant l'ancien format DVB-T doivent être remplacés ou il est nécessaire de leur adjoindre un adaptateur-récepteur conforme au DVB-T2.
Les opérateurs, éditeurs et chaînes de télévision devant diffuser en DVB-T2 ainsi qu'en Ultra Haute Definition doivent faire évoluer voire remplacer une grande partie de leurs équipements comme les caméras, les régies vidéo, les enregistreurs-lecteurs, les logiciels de programmation vidéo, la régie finale, etc. Pour s'adapter à ces nouveaux formats et résolutions d'image.
La norme DVB-T2 est toutefois compatible avec les signaux vidéo à définitions antérieures, comme notamment les résolutions à 625 lignes, 720p et 1080i ou 1080p.

## Contexte historique
La norme antérieure DVB-T-MPEG-2 introduite au début des années 2000 permet de lancer la télédiffusion numérique en Europe et dans certains autres pays du monde, en remplacement de la télédiffusion analogique apparue au milieu du XXe siècle sur le plan international.
L'intérêt majeur du DVB-T repose dès lors, sur la possibilité de multiplier le nombre de canaux ou chaînes de télévision via une seule et même fréquence, tout en préservant voire en améliorant la qualité vidéo et audio, grâce au numérique. L'introduction du format MPEG-2 au début des années 2000 est substitué par le MPEG-4 une dizaine d'années plus tard ; format procurant un meilleur rendement, notamment plus adapté à la Haute Définition TVHD.
Certains pays d'Europe comme l'Allemagne adoptent et lancent dès mars 2017, le DVB-T2 alors que d'autres pays, parmi lesquels la France, préfèrent le retarder. Les autorités françaises semblent préférer attendre et, exception faite d'expérimentations, le pays n'a toujours pas officiellement lancé le DVB-T2 en 2023, pourtant annoncé pour anticiper les Jeux olympiques de Paris en 2024 et pourtant couverts en UHD. On s'oriente en France, vers une double diffusion simultanée DVB-T et DVB-T2 de plusieurs chaînes, notamment de service public pour assurer la transition.
Si le DVB-T2 procure d'évidents avantages techniques et qualitatifs, cette norme n'est pas directement compatible avec les téléviseurs et équipements précédent, obligeant soit à les remplacer, soit à acquérir des adaptateurs, ce qui peut faire craindre aux pouvoirs publics, la réticence des téléspectateurs en période d'inflation internationale apparue au début des années 2020. De plus, certains opérateurs et éditeurs de chaînes ne souhaitent pas investir dans de très coûteux nouveaux équipements UHD, ce qui réduit l'intérêt d'adopter dans l'immédiat, la norme DVB-T2. Enfin, l'arrivée de la définition deux fois supérieure dite 8K vient semer également une certaine confusion car des grandes marques de téléviseurs commencent à commercialiser ce format UHD supérieur dont les sources d'images sont encore rares et inexistantes à cette période dans les signaux DVB-T2.

## Caractéristiques techniques
Les objectifs commerciaux du système sont définis dans un document du consortium industriel DVB, comme suit :
- Optimisé pour la réception fixe, bien que la réception mobile soit possible ;
- Amélioration de la robustesse du signal ;
- Augmentation de la taille des réseaux mono-fréquence d'au moins 30 pour cent ;
- Amélioration de la facilité d'utilisation grâce à une commutation plus rapide entre les chaînes ;
- Radiodiffusion moins coûteuse grâce à une utilisation plus efficace du spectre radio.

Avec les mêmes capacités en bande passante, plus de programmes peuvent être transmis en même temps et avec une meilleure qualité. La transmission de la TV HD en haute résolution télévision est possible.
Le DVB-T2 permet d'utiliser la diversité de transmission du signal radio grâce à une meilleure prise en charge par le biais de deux antennes d'émission en mode MIMO (Multiple-Input Multiple-Output). Elle permet aussi l'utilisation de plusieurs largeurs de bandes radio.

## Technologie
En septembre 2009, la norme DVB-T2 a été publiée par l'European Telecommunications Standards Institute (ETSI) selon la norme EN 302 755 V.1.1.1.
Elle utilise des techniques de modulation COFDM : En plus de la FFT 2K (avec 2000 sous-porteuses) déjà utilisée en DVB-T, le codage OFDM du DVB-T2 prévoit des modes FFT 4K, 8K, 16K et 32K. En outre, les modes FFT 16K et 32K permettront pour une même taille de réseau à fréquence unique, d'utiliser un intervalle de garde relatif plus court, ce qui entraîne une augmentation du débit des données utilisateur.
L'utilisation optionnelle du codage 256-QAM est prévue: actuellement les codages QPSK, 16-QAM et 64-QAM sont utilisés pour le DVB-T. Ils permettent le transfert de 2, 4 ou 6 bits par symbole. Le DVB-T2 supporte également l'option 256-QAM, ce qui permet une transmission de 8 bits par symbole. La nécessité d'accroître la force du signal est partiellement compensée par une nouvelle technique de correction directe d'erreurs.
L'utilisation de nouveaux mécanismes de correction d'erreur permet, pour un niveau de codage donné, de réduire la force du signal nécessaire pour une réception sans erreur. Un code correcteur linéaire de type LDPC a été choisi.
La technique MISO (Multiple Input - Single Output) est prévue en option ; elle utilise plusieurs antennes d'émission. En utilisant les propriétés particulières du canal de transmission, la robustesse du signal peut être considérablement augmentée.

### Compatibilité avec le DVB-T
Les systèmes DVB-T2 offrent généralement une compatibilité ascendante avec le DVB-T, mais pas de compatibilité descendante car cela réduirait l'efficacité du nouveau système. Un ancien récepteur DVB-T ne peut donc pas recevoir les signaux DVB-T2. Cependant, de nombreux dispositifs DVB-T2 peuvent aussi recevoir les signaux DVB-T, parce que les fabricants ont combiné un récepteur DVB-T avec le récepteur DVB-T2.
En Allemagne, les récepteurs de télévision et les décodeurs commercialisés en 2017 doivent être capables de recevoir via l'antenne les émissions TV codées en DVB-T2 (H.265).

### Utilisation de nouvelles méthodes de compression d'image
L'utilisation de techniques de compression vidéo, telles que le MPEG-4 AVC (H.264) ou le High Efficiency Video Coding (H.265), est utile et est souvent associée au DVB-T2, parce qu'un nouveau matériel doit être dans les 2 cas utilisé pour être compatible avec ces nouvelles normes HEVC et DVB-T2. Toutefois, la méthode de compression vidéo ne fait pas partie de la norme DVB-T2 ; la norme DVB-T2 ne définit que la couche physique de transmission.

### Spécification pour l'Allemagne et la Suisse
Le 8 juin 2015, la spécification et le logo DVB-T2 sont introduits en Allemagne. La compatibilité des télévisions y est obligatoire, associée à la compatibilité avec le codec H.265 et une interface de décodage pour les services cryptés des diffuseurs privés de télévision. En 2020 le réseau des émetteurs TV est au standard DVB-T2 qui couvre tout le pays précité avec des débordements sur une partie de la France, en Alsace-Lorraine.
Depuis 2020, la TNT en Suisse romande réunit en DVB-T2 diverses chaînes TV et radio dans un multiplex commun (canal 34V région du Grand-Genève et canaux 30 [nord] et 48 [sud] le long de la chaîne jurassienne) utilisent le DVB-T2 (codecs H.264 et H.265/HEVC selon les chaînes) et couvrent partiellement les régions françaises frontalières (Haute-Savoie, Ain, Jura, Doubs, Territoire de Belfort, Haut-Rhin).
L'introduction de la norme DVB-T2 en France est régulièrement évoquée et repoussée[Par qui ?] mais l'horizon 2023/2024 ressort de plusieurs sites spécialisés. La plupart des téléviseurs récents de salon disposent déjà de cette norme.

## Diffusion et mise en œuvre
La diffusion et la réception se fait par ondes UHF (Europe et USA) et très rarement par ondes VHF. La bande UHF est découpée en bandes de 8 MHz et seules 28 canaux sont utilisables pour la TNT (de la bande 21 à 474 MHz à la bande 48 à 690 MHz), les bandes supérieures étant réservées en Europe pour la téléphonie mobile. Les chaînes de TV sont multiplexées dans une bande par groupe (souvent de 6 chaînes). Les radios FM et DAB utilisent les ondes VHF. 